# Taxithelium samoanum
Taxithelium samoanum là một loài Rêu trong họ Sematophyllaceae. Loài này được (Mitt.) Mitt. miêu tả khoa học đầu tiên năm 1871.